# Ludwig Hann
Ludwig Hann (26. ledna 1827 – 24. března 1867 Linec) byl rakouský právník a politik německé národnosti z Horních Rakous, v 60. letech 19. století poslanec Říšské rady.

## Biografie
Byl advokátem v Linci. V době svého působení v parlamentu se uvádí jako Dr. Ludwig Hann, advokát v Linci.
Počátkem 60. let se zapojil i do vysoké politiky. V zemských volbách v roce 1861 byl zvolen na Hornorakouský zemský sněm za kurii městskou, obvod Kirchdorf. Mandát obhájil ve volbách v roce 1867. Patřil mezi německé liberální politiky (tzv. Ústavní strana, liberálně a centralisticky orientovaná). Poslancem byl do své smrti roku 1867. Byl i členem zemského výboru.
Působil také coby poslanec Říšské rady (celostátního parlamentu Rakouského císařství), kam ho delegoval Hornorakouský zemský sněm roku 1861 (Říšská rada tehdy ještě byla volena nepřímo, coby sbor delegátů zemských sněmů).
Zemřel v březnu 1867. Příčinou smrti byla tuberkulóza.